# 小国城 (陸奥国)
小国城（おぐにじょう）は、青森県平川市小国にあった日本の城（山城）。

## 概要
平川市東方の山間部小国集落にある。部落から南へ500メートル程いった山地に築かれた山城である。城域は、南北165メートル×東西20-25メートルほどを測る。3あるいは4つの曲輪で構成される。北端の主郭は、幅5メートル、深さ8メートルの堀に仕切られた1500平方メートル程の長方形である。

## 歴史
鎌倉時代末期、小国弥三郎泰経が居城としていた。小国泰経は、南朝方の武将で持寄城で降将となった。小国部落の八幡宮縁起には、「正長7年」（1434年?）4月に、「小国丹波勧請」とあり、泰経と同一人物とも思われる。その後、小国氏は没落した。勧請時に鰐口1口が寄進されたが、1901年（明治34年）の火災で焼失した。
天文年間（1532年-1555年）には北山氏が館主で、南部桜庭の合戦に敗れた天内某が落ち延び、城から眺めた春の山桜が朝日に映える景色に感動し「旭城」と名付けたという伝説が残る。
慶長2年（1597年 ）2月には、浅瀬石城傘下にあり、津軽為信は、ある山の頂上に登り、数人の家来に、法螺貝を吹かせた。その音に恐れをなした城主は、戦うことなく逐電した。そして、その山は貝吹森の名がついたという。